# 路德維希·阿道夫·威廉·冯·吕措男爵
路德維希·阿道夫·威廉·冯·吕措男爵（德語：Ludwig Adolf Wilhelm Freiherr von Lützow，1782年5月18日—1834年12月6日）是一位普魯士將軍，以在拿破崙戰爭期間組織和指揮吕措志愿軍而聞名。

## 生平
他出身於梅克倫堡的貴族家族呂措家族，生於柏林附近申艾謝。他的父親是普魯士少將約翰·阿道夫·馮·呂措，呂措於1795年5月26日被加入普魯士陸軍。1806年普鲁士对法宣战，吕措随之参战，在1806年10月14日的耶拿和奧爾施泰特戰役中普鲁士惨败，不得不停战求和。
1810年，普鲁士再度向拿破仑宣战。1811年2月7日，吕措重新服役。与此同时莱茵邦联的德意志人發动民眾起義，格奈森瑙最初打算讓他擔任東弗里斯蘭和威斯特伐利亞部分地區的領袖，因此在1813年2月9日，呂措向普魯士國王發出請求，要求允許他建立一支志願軍，是為吕措志愿軍。
吕措志愿軍後來成為了德國解放戰爭中最著名的志願军。吕措志愿軍由3000多名非普魯士志願者組成，主要在敵人後方活動。1813年初夏，吕措志愿軍於6月17日在萊比錫附近遭到拿破崙的騎兵毫無預警的襲擊，幾乎被完全殲滅。吕措和他的副官身受重傷，但艱難地逃脫了。1813年底吕措志愿軍的各個部分被分配給普魯士一線部隊後，吕措重新加入普军，於阿登作戰。在1815年的戰役中，呂措率領一個騎兵旅。6月16日，他在利尼附近被法國人打傷並俘虜。根据海因里希·馮·特賴奇克的说法，即使吕措志愿軍的軍事重要性不大，但它對德國反抗拿破崙的起義具有相當大的動員作用。
由於他的貢獻，吕措於1815年10月2日被授予橡樹葉勳章，並在一天后晉升為上校。1817年3月8日，他被任命為明斯特騎兵旅的指揮官。1830年，他被任命為第6騎兵旅的指揮官，1833年，吕措退役。在乡下度过两年的时光后吕措在柏林逝世，享年52岁。

## 纪念
- 吕措志愿军制服的顏色——黑色面料、紅色衣領和金色鈕扣——融入了德國黑-紅-金國旗的配色方案，深刻影响了后世德国国旗的设计。
- Theodor Körner的歌曲《吕措志愿軍之歌》后成为东德國家人民軍军歌的一部分。
- 有数艘船以吕措命名，在
  - 德意志帝國海軍中有吕措号大巡洋艦
  - 纳粹德国海军有呂措號重巡洋艦
  - 北德勞埃德的民用轮船有指揮官級吕措号
- 在明斯特，德国联邦国防军的军营以吕措命名
- 1816年，吕措成為了不來梅市的榮譽市民
- 二战期间亲卫队第37师以吕措为名